# Lago Sassano
Il lago Sassano è una dolina carsica della città metropolitana di Bari, nel territorio di Conversano. È situato a 182 m s.l.m. a ovest del centro abitato, nella contrada che da esso prende il nome.
La vicinanza al paese, in un territorio peraltro privo di corsi d'acqua superficiali, da sempre ha favorito l'azione antropica sull'habitat della dolina, che oggi si mostra come uno specchio d'acqua che solo nelle annate più secche si riduce a lago effimero. Probabilmente già in epoca preromana, ai tempi dell'insediamento apulo di Norba, e sicuramente almeno dal XVIII secolo, nel fondo della dolina vennero realizzate delle cisterne in pietra rivestite di malta argillosa allo scopo favorire il ristagno delle acque di impluvio. L'impiego a scopi potabili e irrigui dell'invaso è rimasto sino alla realizzazione dell'Acquedotto Pugliese, nel primo Novecento. In tempi più recenti, l'imboccatura delle 31 cisterne superstiti è stata parzialmente protetta per motivi di sicurezza.
Dal 2006 il lago Sassano fa parte della Riserva naturale regionale orientata dei Laghi di Conversano e Gravina di Monsignore.

## Fauna
Al pari degli altri bacini idrici facenti parte della Riserva naturale dei Laghi di Conversano, il lago Sassano costituisce l'habitat di elezione per numerose specie anfibie, tra le quali spiccano il tritone italico (Lissotriton italicus) e il rospo smeraldino (Bufotes viridis), e rettili, come il biacco (Hierophis viridiflavus), la biscia dal collare (Natrix natrix), il cervone (Elaphe quatuorlineata), il 
colubro leopardino (Zamenis situla), il geco comune (Tarentola mauritanica), il geco di Kotschy (Cyrtopodion kotschyi) e il ramarro (Lacerta bilineata).
Fra gli insetti, spicca per vivacità cromatica la polissena (Zerynthia polyxena).
Lungo le coste del lago, non è infrequente la presenza di numerose specie di uccelli: tra i rapaci si menzionano il falco grillaio (Falco naumanni), il gheppio (Falco tinnunculus), la poiana (Buteo buteo), lo sparviere (Accipiter nisus) oltre a rapaci notturni quali il Barbagianni (Tyto alba), la Civetta (Athene noctua) e il gufo comune (Asio otus), ai quali si aggiungono passeriformi come la capinera (Sylvia atricapilla) e il pettirosso (Erithacus rubecola) e corvidi come la ghiandaia (Garrulus glandarius). Peculiare è la presenza di uccelli legati alle zone umide come l'airone cenerino (Ardea cinerea), il cavaliere d’Italia (Himantopus himantopus), la gallinella d'acqua (Gallinula chloropus), la garzetta (Egretta garzetta) il piro piro boschereccio (Tringa glareola) e la sgarza ciuffetto (Ardeola ralloides).
I mammiferi più osservabili nei dintorni del lago sono la volpe rossa (Vulpes vulpes) e il riccio comune (Erinaceus europaeus), mentre più infrequenti sono gli avvistamenti di donnole (Mustela nivalis) e faine (Martes foina).